# Pirate Movie
Pirate Movie ist ein australischer Genremix aus Piratenfilm, Musicalverfilmung, Komödie und Parodie von 1982. Es ist eine weitgehende Adaption der Oper Die Piraten von Penzance.

## Handlung
Die schüchterne US-Studentin Mabel weilt anlässlich eines studentischen Austausches in Australien und besucht dort ein Piratenfest. Dabei weckt ein ebenfalls amerikanischer Schwerttrainer ihr Interesse, welcher sie zu einem Bootstrip einlädt. Allerdings spielen die Töchter ihrer Gasteltern Mabel einen Streich, wodurch sie die Abfahrt verpasst. Kurzerhand chartert sie zwecks Verfolgung ein Segelboot, mit welchem sie allerdings in ein Unwetter gerät und kentert.
Als Mabel an einem Strand angespült wird, schläft sie ein und träumt sich in eine Szenerie etwa um 1870 herum hinein, in welcher verschiedene Personen komplett andere Rollen haben: Der spleenige Eisverkäufer ist nun ihr Vater, seines Zeichens Major General, der Piratenanimateur nun ein namenloser Piratenkönig und der Schwerttrainer ein Jüngling namens Frederic. Dieser feiert gerade seinen 21. Geburtstag – und damit sowohl Volljährigkeit als auch Freiheit vom Piratenkönig, der ihn als sein Vormund zum Freibeuter machen will. Sich dem wiedersetzend sowie um seine von den Piraten ermordeten Eltern zu rächen setzt sich Frederic mit einem Boot ab.
Dabei beobachtet er heimlich Mabel und deren Schwestern (alias die Töchter ihrer Gasteltern), ist Mabel sofort verfallen und möchte sie heiraten. Doch angesichts strenger Regeln müssen erst ihre älteren Schwestern in den heiligen Stand der Ehe eintreten, bevor sie die Erlaubnis dazu erhält.
Nahezu parallel treffen die Piraten ein und entführen Mabels Schwestern – was allerdings der Major General vermittelnd zu verhindern weiß. Mabel will die Gelegenheit nutzen, dass Frederic um ihre Hand anhalten darf … und will den vor Jahren von Piraten verschleppten Familienschatz dafür nutzen. Dessen Position ist allerdings in Form einer Schatzkarte auf den Rücken des Piratenkönigs tätowiert, der mit seinem Schiff vor der Küste ankert. Mit List fertigen Mabel und Frederic eine Karte davon an, versenken gleichzeitig die Freibeuter-Fregatte und können den Schatz vom Meeresgrund bergen.
Als Mabel ihrem Vater den Schatz präsentiert, ist dieser wenig erfreut darüber, da die Piraten ihn erneut stehlen könnten, sobald sie dessen Verlust bemerken. Daher ermutigt sie Frederic, für diesen Fall eine Art das Herrenhaus beschützende Armee aufzustellen. Doch genau in dem Moment erscheint der Piratenkönig und konfrontiert Frederic mit der Wahrheit: Dessen Freiheit mit dem 21. Geburtstag hat den Haken, dass Frederic an einem 29. Februar geboren wurde – der aber nur alle vier Jahre ist. Somit hat Frederic seinen 21. Geburtstag faktisch noch nicht vollendet und ist somit immer noch an den Treueschwur der Piraten gebunden. Dem sich fügen müssend kommt es zu einer kleinen Krise zwischen Mabel und Frederic.
Als die Piraten in der Nacht das Herrenhaus des Majors überfallen und es zu Gefechten zwischen beiden Seiten kommt, verhindert Mabel mögliche Exekutionen im letzten Moment, indem sie sich ein „Happy End“ wünscht … nachdem sie endlich realisiert hat, in einem Traum zu sein. Den sich noch immer einer Hochzeit entgegenstellenden Major General kontert Mabel, indem sie mit den Piraten und ihren Schwestern schnell Paare bilden lässt und den Piratenkönig mit der Schiffs-Krankenschwester Ruth verkuppelt. Somit steht deren Hochzeit und ihrer eigenen mit Frederic nun nichts mehr im Wege, was alle in einer großen Musical-Nummer feiern …
… worauf Mabel, nun wieder in der Realität, am Strand erwacht. Dort findet sie der junge Schwerttrainer – der zwar nicht Frederic heißt, sie aber trotzdem heiratet, womit Mabel dann auch im echten Leben ihr Happy End findet.

## Rezeption
- „Anspruchsloses (Pop)-Musical mit wenigen guten Gags.“ (Filmdienst)
- Rotten Tomatoes vergibt eine Wertung von 9 % für den Film.

## Auszeichnungen
Der Film gewann die Goldene Himbeere für schlechte cineastische Leistungen in drei Kategorien:
- Ken Annakin für den die schlechteste Regie (1983)
- Kit Hain für die schlechteste Filmmusik (1983)
- Pumpin’ and blowin’ für den schlechtesten Filmsong (1982)

Zudem war er in sechs anderen Kategorien nominiert.

## Trivia
- Die während der Anfangs-Credits gezeigten Szenen einer Schlacht zweier Piratenschiffe stammt aus dem Film Die Piratenkönigin aus dem Jahr 1951.
- Während der Tauchszene parodiert Christopher Atkins seine Rolle in Die blaue Lagune, indem er einen ähnlichen Stoff-Lendenschurz wie zwei Jahre zuvor trägt. Für den Part des Frederic ließ er sich zudem eine Dauerwelle frisieren.
- MacNichol und Atkins sangen ihre Gesangsparts selbst und trainierten entsprechend im Vorfeld. Trotzdem wurde Atkins Gesang später von Drehbuchautor Trevor Farrant eingesungen.
- Ted Hamilton, der Darsteller des Piratenkönigs, produzierte den Film mit, welcher zudem eine Idee seinerseits war.
- Kjell Nilsson, der einen muskulösen Piraten verkörperte, hatte ein Jahr zuvor in Mad Max II – Der Vollstrecker die Rolle des Lord Humungus gespielt.
- Der von Garry MacDonald dargestellte Polizei-Inspektor weist optische wie klangliche Ähnlichkeiten zu der von Peter Sellers einst dargebotenen Rolle des Inspektor Clouseau auf.
- Ursprünglich sollte Richard Franklin Regie führen, der aber nach kreativen Differenzen ausstieg und durch Ken Annakin ersetzt wurde.